# Bitwa pod Łojowem (1920)

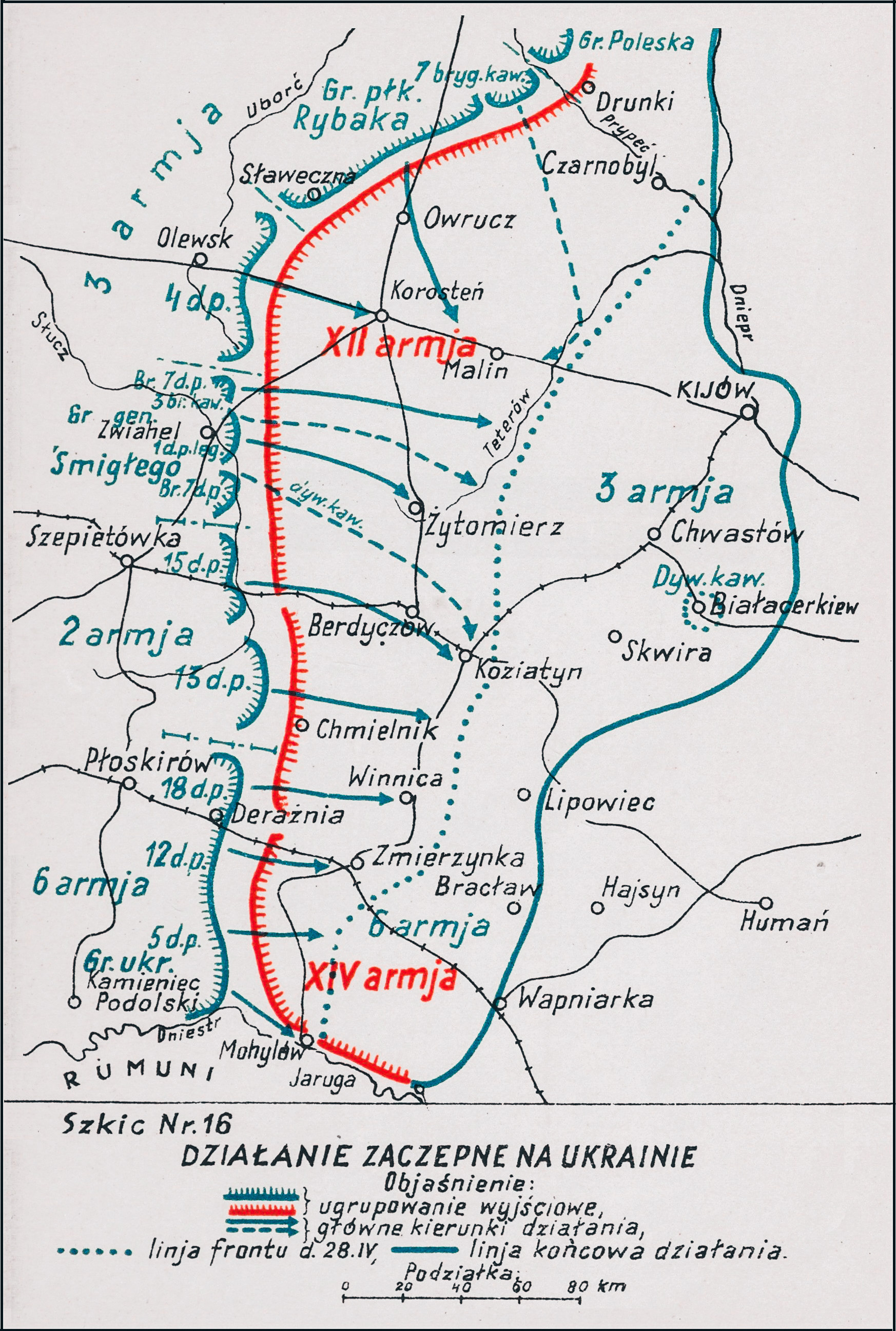
Adam Przybylski,
Wojna Polska 1918–1921

Bitwa pod Łojowem – walki polskiej grupy mjr. Józefa Wolffa z oddziałami sowieckiej 24 Dywizji Strzelców, a potem polskiej załogi Łojowa z oddziałami Grupy Mozyrskiej i eskadrą Flotylli Dnieprzańskiej, toczone w czasie operacji kijowskiej w okresie wojny polsko-bolszewickiej.

## Geneza
25 kwietnia rozpoczęła się polska ofensywa na Ukrainie. Zgrupowane na froncie od Starej Uszycy nad Dniestrem po Prypeć trzy polskie armie uderzyły na wschód. Po stronie sowieckiej broniły się sowieckie 12 Armia Siergieja Mieżeninowa i 14 Armia Ijeronima Uborewicza posiadające w swoim składzie siedem dywizji strzelców i dywizję kawalerii.
Podczas ofensywy na Kijów, znajdująca się na Polesiu 9 Dywizja Piechoty otrzymała rozkaz przesunięcia frontu na linię Dniepru i Berezyny.

## Walczące wojska
| Jednostka               | Dowódca                   | Podporządkowanie |
| Wojsko Polskie          |                           |                  |
| 9 Dywizja Piechoty      | gen. Władysław Sikorski   | Grupa Poleska    |
| ⇒ 15 pułk piechoty      | mjr Józef Wolf            |                  |
| ⇒ 15 pułk piechoty      | mjr Bolesław Zaleski      |                  |
| → I/15 pułk piechoty    | kpt. Paweł Horbatowski    | 15 pułk piechoty |
| – 1/15 pułk piechoty    | por. Piotr Łaszkiewicz    | 15 pułk piechoty |
| → II/15 pułk piechoty   | por. Bolesław Mirgałowski | 15 pułk piechoty |
| → III/15 pułku piechoty | kpt. Stanisław Pilczewski | 15 pułk piechoty |
| → 4 kompania ckm        |                           | 15 pułk piechoty |
| Armia Czerwona          |                           |                  |
| Grupa Mozyrska          | Tichon Chwiesin           | Front Zachodni   |
| Grupa Golikowa          | Aleksandr Golikow         |                  |
| ⇒ 24 Dywizja Strzelców  | N. Kozyriew               |                  |
| ⇒ Flotylla Dnieprzańska |                           |                  |

## Walki pod Łojowem

### Natrcie na Łojów w maju 1920
W maju 1920 dowódca 9 Dywizji Piechoty gen. Władysław Sikorski postawił zadanie dowódcy 15 pułku piechoty mjr. Józefowi Wolffowi zdobycia Łojowa. Dowódca pułku zorganizował grupę taktyczna w składzie I batalion 15 pułku piechoty, dwie kompanie III/15 pp, 4 kompania ckm i sam stanął na jej czele. Grupa przekazała swoje pozycje obronne pododdziałom 22 pułku piechoty i 8 maja rozpoczęła natarcie. Łamiąc opór drobnych oddziałów nieprzyjaciela, wieczorem dotarła pod Brahin, a po ciężkich walkach ulicznych, nad ranem 9 maja zajęła miasto. W boju zginął dowódca kompanii ppor. Stefan Łazowski.
Przeciwnik wycofał się na wschodni brzeg Brohinki, niszcząc za sobą mosty. Dowódca grupy mjr Wolff zmienił kierunek marszu i ruszył przez Szkuryty, Uhly, a wieczorem zatrzymał się w Rudni Żurawlowej. W dniu następnym czołowa 1 kompania por. Piotra Łaszkiewicza, w natarciu na Petryck rozbiła pododdziały 214 pułku strzelców, zdobyła 2 karabiny maszynowe i wzięła kilku jeńców. W miarę posuwania się naprzód, napotykano coraz silniejszy opór oddziałów sowieckiej 24 Dywizji Strzelców. 10 maja zdobyto Grochów. Stąd, po odpoczynku i uporządkowaniu pododdziałów, uderzono 12 maja na Łojów. Mimo wzmocnienia II/15 pułku piechoty, grupa mjr. Wolffa nie potrafiła zdobyć miasta. Zajęto je dopiero 14 maja, kiedy główne siły 24 Dywizji Strzelców wycofały się za Dniepr. Łojów obsadził II/15 pułku piechoty.

### Obrona Łojowa w czerwcu 1920
W czerwcu 1920 dowództwo sowieckie przygotowywało się do forsowania Dniepru. W tym celu podjęto decyzję wysłania bazującego w Homlu zespołu sożskiego z Flotylli Dnieprzańskiej w okolice ujścia Teterewa do Dniepru. Zespół składał się z pięciu kanonierek, dwóch trałowców, trzech jednostek pomocniczych i miał ubezpieczać przeprawę wojsk grupy Golikowa przez Dniepr w okolicach Okuninowa i Pieczek.
Aby zrealizować postawione zadanie, zespół sożski musiał przejść przed Łojowem, obsadzonym przez II batalion 15 pułku piechoty, wspierany przez 9 baterię 15 pułku artylerii polowej i 3 baterię 9 pułku artylerii ciężkiej oraz oddział Flotylli Pińskiej. Ten ostatni wyposażony był w dwie łodzie motorowe - każda uzbrojona była w jeden ckm i jedno działko 37 mm.
Nocą 2 czerwca sześć jednostek zespołu sożskiego wypłynęło na Dniepr z ujścia Soży i otworzyło ogień na Łojów z dział 75 mm i broni maszynowej, wzniecając liczne pożary. Równocześnie oddział strzelców rozpoczął przeprawę przez rzekę na pontonach i barkach na północ od Łojowa. Walkę podjęła 9/9 pap i broń maszynowa polskiego batalionu. Udało jej się zatopić część barek. W toku dalszej walki zatonęła kilkakrotnie trafiona uzbrojona w cztery działa 75 mm i cztery ckm-y sowiecka kanonierka „Mietkij". Aby skuteczniej razić silnie opancerzonego przeciwnika polskie łodzie motorowe podpływały na kilkadziesiąt metrów do jednostek sowieckich. Uszkodzenia odniósł „Małyj” – flagowa kanonierka zespołu sożskiego, a kanonierka „Mołodieckij” weszła na mieliznę i musiała być wzięta na hol. Mimo poniesionych strat, zespół sożski przedarł się przez Łojów i ruszył w dół Dniepru. Tu wpadł pod ogień 5 baterii 10 pułku artylerii polowej. Uszkodzony (zatopiony?) został jeden sowiecki okręt. Pozostałe okręty przedarły się pod Okuniów, gdzie dołączyły do grupy Golikowa i osłaniały jej przeprawę przez Dniepr.

## Bilans walk
Bitwa zakończyła się porażką oddziałów polskich. Co prawda udaremniono próbę przeprawienia się piechoty sowieckiej przez Dniepr pod Łojowem i zadano straty Flotylli Dnieprzańskiej, ale nie zdołano przeszkodzić eskadrze sowieckiej w wypełnieniu jej zasadniczego zadania - przedarcia się do grupy Golikowa.